# Sleeping Giants
Sleeping Giants és una organització liberal d'activisme a les xarxes socials amb l'objectiu de persuadir les empreses perquè eliminin anuncis de determinats mitjans de comunicació. La campanya es va iniciar el novembre de 2016, poc després de la victòria de Donald Trump a les eleccions presidencials dels Estats Units del 2016, amb el llançament d'un compte de Twitter amb l'objectiu de boicotejar Breitbart News. El primer tuit tenia com a objectiu l'empresa SoFi de finances personals. La majoria de tuits del compte són missatges adreçats a empreses que fan publicitat a Breitbart; d'aquests, la majoria no són del mateix compte, sinó de retuits d'aquests missatges.
La campanya va funcionar completament de forma anònima fins al juliol del 2018, quan el professional de la indústria publicitària Matt Rivitz va confirmar que va ser un dels fundadors del grup, després de ser identificat per The Daily Caller. El New York Times perfilaria Rivitz juntament amb el seu cofundador Nandini Jammi, dies després que es publiqués la notícia a The Daily Caller.

## Campanya
L'organització opera principalment des del seu compte de Twitter i també té un compte de Facebook. Té comptes de Twitter regionals per Austràlia, Bèlgica, Brasil, Canadà, Finlàndia, França, Alemanya, Itàlia, Països Baixos, Nova Zelanda, Noruega, Espanya, Suècia, Suïssa i el Regne Unit.
El febrer de 2017, 820 empreses s'havien sumat a la campanya i van deixar de publicitar a Breitbart News, segons les estadístiques proporcionades per l'organització. El maig del 2017, milers d'anunciants havien deixat de fer publicitat amb Breitbart.
La llista dels anunciants incloïa AT&T, Kellogg's, BMW, Visa, Autodesk, Lenovo, HP Inc., Vimeo, Deutsche Telekom, Lyft, Allstate, Nest i Warby Parker El govern canadenc també va deixar de fer publicitat a Breitbart News després de declarar que el seu contingut "no s'ajustava al Codi de valors i ètica del govern".
L'estratègia de Sleeping Giants combinava els enfocaments tradicionals dels anunciants de pressió amb l'activisme directe en línia, amb l'objectiu de reclutar i mobilitzar una gran nombre d'usuaris de xarxes socials. Segons Slate, l'estratègia de Sleeping Giants era similar a l'adoptada el 2014 pel moviment Gamergate contra Gawker Media.
Breitbart News va respondre a la campanya de desprestigi cridant al boicot a les marques que s'hi havien declarat a favor com per exemple Kellogg's.

## Altres campanyes
Sleeping Giants va participar en la campanya pressionant els publicistes perquè abandonessin The O'Reilly Factor després del descobriment de cinc processos d'assetjament sexual per part de l'amfitrió Bill O'Reilly i Fox News, que va suposar la cancel·lació del programa.
Des del maig de 2017, la secció canadenca ha utilitzat els mateixos mètodes per convèncer els anunciants per eliminar els anuncis de la revista de notícies conservadora canadenca The Rebel Media.
La secció francesa també fa campanyes de manera similar pel que fa al lloc web d'extrema dreta francès Boulevard Voltaire.